# RBFOX1
RBFOX1 (англ. RNA binding protein, fox-1 homolog 1) – білок, який кодується однойменним геном, розташованим у людей на короткому плечі 16-ї хромосоми. Довжина поліпептидного ланцюга білка становить 397 амінокислот, а молекулярна маса — 42 784.
| 10         |  | 20         |  | 30         |  | 40         |  | 50         |
| ---------- |  | ---------- |  | ---------- |  | ---------- |  | ---------- |
| MNCEREQLRG |  | NQEAAAAPDT |  | MAQPYASAQF |  | APPQNGIPAE |  | YTAPHPHPAP |
| EYTGQTTVPE |  | HTLNLYPPAQ |  | THSEQSPADT |  | SAQTVSGTAT |  | QTDDAAPTDG |
| QPQTQPSENT |  | ENKSQPKRLH |  | VSNIPFRFRD |  | PDLRQMFGQF |  | GKILDVEIIF |
| NERGSKGFGF |  | VTFENSADAD |  | RAREKLHGTV |  | VEGRKIEVNN |  | ATARVMTNKK |
| TVNPYTNGWK |  | LNPVVGAVYS |  | PEFYAGTVLL |  | CQANQEGSSM |  | YSAPSSLVYT |
| SAMPGFPYPA |  | ATAAAAYRGA |  | HLRGRGRTVY |  | NTFRAAAPPP |  | PIPAYGGVVY |
| QDGFYGADIY |  | GGYAAYRYAQ |  | PTPATAAAYS |  | DSYGRVYAAD |  | PYHHALAPAP |
| TYGVGAMNAF |  | APLTDAKTRS |  | HADDVGLVLS |  | SLQASIYRGG |  | YNRFAPY    |

A: Аланін

C: Цистеїн

D: Аспарагінова кислота

E: Глутамінова кислота

F: Фенілаланін

G: Гліцин

H: Гістидин

I: Ізолейцин

K: Лізин

L: Лейцин

M: Метіонін

N: Аспарагін

P: Пролін

Q: Глутамін

R: Аргінін

S: Серин

T: Треонін

V: Валін

W: Триптофан

Задіяний у таких біологічних процесах, як процесинг мРНК, сплайсинг мРНК, альтернативний сплайсинг. 
Білок має сайт для зв'язування з РНК. 
Локалізований у цитоплазмі, ядрі.